# Vision de quatre cornes et de quatre forgerons
La Vision de quatre cornes et de quatre forgerons est un épisode de l'Ancien Testament qui figure dans le Livre de Zacharie. 

## Texte
Livre de Zacharie, chapitre 1, versets 18 à 21:
« Je levai les yeux et je regardai, et voici, il y avait quatre cornes. Je dis à l'ange qui parlait avec moi: Qu'est-ce que ces cornes? Et il me dit: Ce sont les cornes qui ont dispersé Juda, Israël et Jérusalem. L'Éternel me fit voir quatre forgerons. Je dis: Que viennent-ils faire? Et il dit: Ce sont les cornes qui ont dispersé Juda, tellement que nul ne lève la tête; et ces forgerons sont venus pour les effrayer, et pour abattre les cornes des nations qui ont levé la corne contre le pays de Juda, afin d'en disperser les habitants. »
Traduction d'après la Bible Louis Segond.